# Valerián Trabalka
Valerián Trabalka (Pozsony, 1942. március 9. – 2024. július 14.) zsidó származású szlovák szobrászművész hebraista. 

## Pályafutása
Tanulmányait a Pozsonyi Képzőművészeti Főiskolán folytatta. A szobrászat mellett a Comenius Egyetem Judaizmus Intézetében dolgozott. A pedagógiai munka mellett liturgikus szövegeket fordított és grafikákat is készített. Különböző projektek keretében többször ellátogatott Izraelbe.
Ő az első Héber–szlovák szótár alkotója, amely archaikus és modern kifejezéseket is tartalmaz. Előadásokat tartott a judaizmus egyetemes néprajzáról. 2006-ban nyugállományba vonult.

## Művei
- Hebrejsko-slovenský slovník – Héber-szlovák szótár (Pozsony, 1997)[3]
- Židia v Bratislave do 18. storočia – Zsidók Pozsonyban a 18. századig (Pozsony, 1997)[4]

## Fordítás
- Ez a szócikk részben vagy egészben  a   Valerián Trabalka című szlovák Wikipédia-szócikk ezen változatának fordításán alapul.  Az eredeti cikk szerkesztőit annak laptörténete sorolja fel. Ez a jelzés csupán a megfogalmazás eredetét és a szerzői jogokat jelzi, nem szolgál a cikkben szereplő információk forrásmegjelöléseként.